# قطعنامه ۲۴۲ شورای امنیت
قطعنامه ۲۴۲ شورای امنیت از قطعنامه‌های شورای امنیت است که در ۲۲ نوامبر ۱۹۶۷ (میلادی) (۱ آذر ۱۳۴۶ (خورشیدی)) در نشست ۱۳۸۲ به اتفاق آراء تصویب شد.
شورای امنیت سازمان ملل متحد در روز ۱۰ ژوئن ۱۹۶۷ خواستار آتش‌بس بین اعراب و اسرائیل شده بود. اما با حمایت آمریکا، انگلیس و فرانسه از اسرائیل در خواست عقب‌نشینی نکرد.
در نتیجه قطعنامه ۲۴۲ سازمان ملل صادر گردید و به موجب آن از اسرائیل خواست به مرزهای قبل از جنگ ۱۹۶۷ عقب‌نشینی کند و بلندی‌های جولان همراه با کرانه باختری رود اردن و نوار غزه را به سوریه، اردن و فلسطین مسترد نماید.
شورای امنیت سازمان ملل متحد در بند اول با تأکید بر پایداری صلح در خاورمیانه دو طرف را موظف به خاتمه مجادله کرد:
- الف: خروج نیروهای مسلح اسراییل از سرزمینهای اشغالی در جنگ اخیر.
- ب: خاتمه وضعیت جنگی، احترام و شناسایی اصل حاکمیت، استقلال و تمامیت ارضی هریک از کشورهای منطقه و حق آنها بر زندگی صلح‌آمیز و در مرزهای امن و شناخته شده و به دور از تهدید یا توسل به زور.

در بند دوم ضرورت رعایت اصول زیر را زمینه حفظ صلح دانسته بود:
- الف: تضمین آزادی کشتیرانی در آب‌های بین‌المللی منطقه
- ب: حل عادلانه مسئله آوارگان
- پ: تضمین مصونیت سرزمین‌ها و استقلال سیاسی همه کشورهای منطقه از راه اقداماتی مانند ایجاد مناطق غیرنظامی.

و در بند سوم و چهارم از دبیرکل درخواسته شده بود تا نماینده ویژه‌ای برای حفظ تماس بین کشورهای درگیر در جنگ کند و پیشرفت تلاش‌های نماینده ویژه را، هرچه سریع‌تر به شورای امنیت سازمان ملل متحد گزارش کند.
و در نهایت این بیانیه در یک هزارو سیصد و هشتاد و دومین نشست به اتفاق آراء تصویب شد.
ولی تا به امروز به مرحله اجرا نرسیده‌است.